# 가필드 쇼
가필드 쇼(The Garfield Show)는 다르고 미디어(Dargaud Media)와 포스(Paws, Inc)가 제작한 CGI 애니메이션 TV 시리즈이다. 짐 데이비스 (만화가)가 제작한 아메리칸 가필드(American Garfield) 연재 만화를 기반으로 한다. 애니메이션 시리즈는 가필드(Garfield), 오디(Odie) 및 소유자 존 아버클(Jon Arbuckle)의 캐릭터를 위한 새로운 모험 시리즈에 초점을 맞추고 있으며, 이 스트립의 주요 캐릭터와 프로그램에 추가된 여러 고유한 캐릭터도 함께 제공된다. 이전에 1988년 오리지널 만화 애니메이션 시리즈인 심술 고양이 가필드(Garfield and Friends)의 에피소드를 썼던 데이비스와 프로듀서 마크 에바니어(Mark Evanier)는 프랭크 웰커, 월리 윙거트, 줄리 페인, 제이슨 마즈든 및 그렉 버거를 포함한 출연진과 함께 프로그램의 이야기를 공동 집필했다. 웰커와 버거는 이전에 심술 고양이 가필드에서 다양한 캐릭터의 목소리를 냈다.
애니메이션 시리즈는 2008년 12월 22일 프랑스에서 Garfield & Cie라는 제목으로, 미국에서는 2009년 11월 2일에 초연되었다. 2016년 10월 24일 미국에서 마지막 에피소드가 방영되면서 5시즌 동안 진행되었다. 에바니어는 곧 중단되었다고 말했다. 2019년 8월 6일, 가필드 연재 만화를 기반으로 한 제목 없는 니켈로디언 시리즈가 발표되어 가필드 쇼가 다시 돌아올 가능성이 거의 없어진 것으로 보인다.